# Můj druhý život

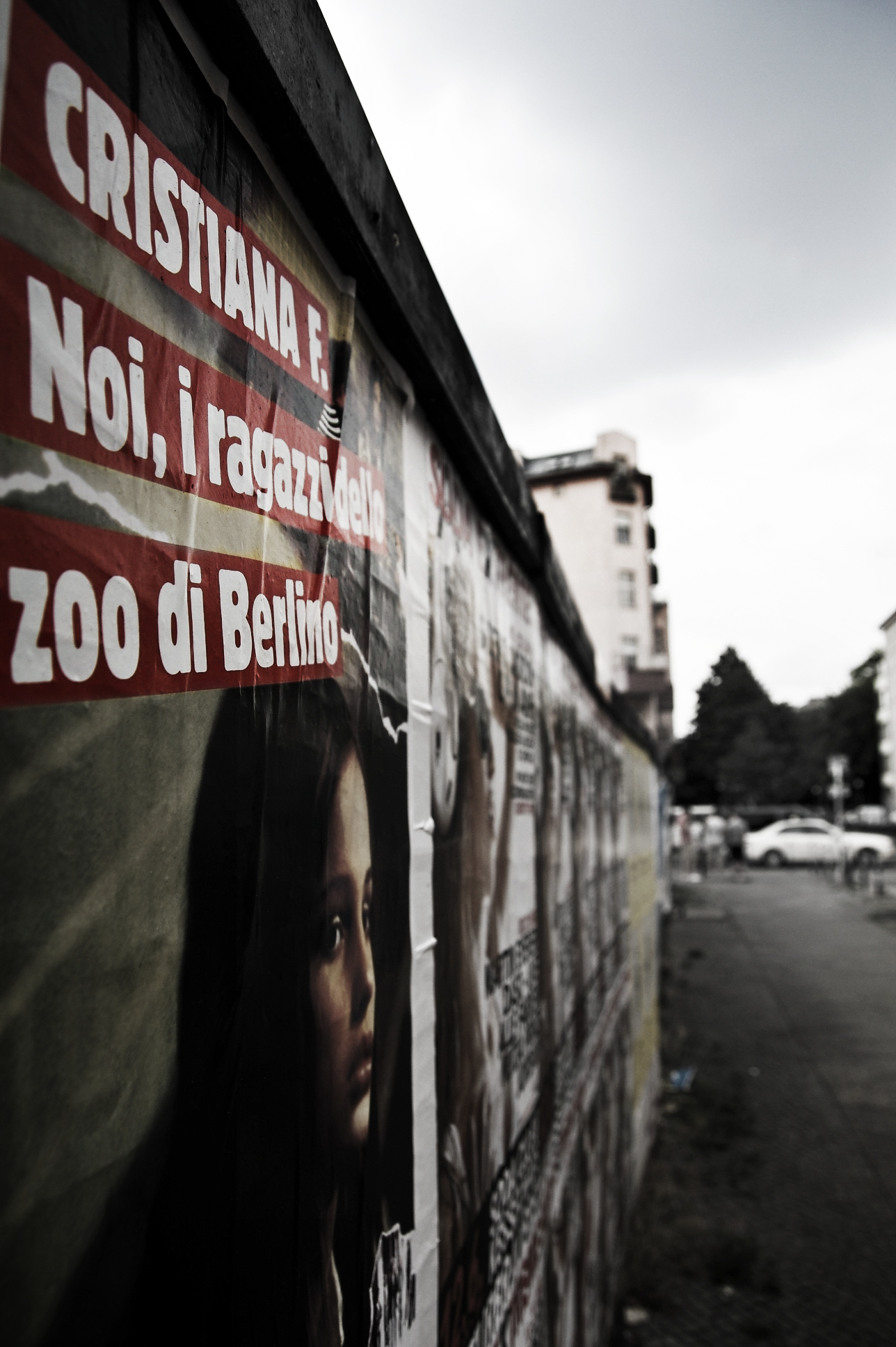
Plakát k filmu: My děti ze stanice Zoo.

Můj druhý život (v německém originále Mein zweites Leben) je kniha navazující na světový bestseller: My děti ze stanice ZOO. Autorkou této biografie je Christiane F. (celé příjmení Felscherinowová), která se narodila 20. května 1962 v Berlíně. Životopis je napsán novinářkou Sonjou Vukovič. Kniha získala několik ocenění a sklidila veliký úspěch. Byla přeložena do několika světových jazyků a vydána v roce 2013 nakladatelstvím Oldag. Do českého jazyka ji přeložila Nora Obrtelová.

## Christiane Felscherinow
Christiane vyrůstala v rodině plné násilí a alkoholismu, proto již od útlého dětství trpěla depresemi a psychickými problémy. V šesti letech se odstěhovali do problematického sídliště Gropiusstadt. V mládí se  pokusila i o sebevraždu. Jelikož ji její nevlastní otec mlátil, byla ráda za každou příležitost opustit domov. V období její puberty byl Berlín považován za střed drogové mafie a tamní mládež drogám zcela propadla.Později, když vykrádání obchodů nestačilo pokrýt její výdaje, které potřebovala k nákupu drog, začala si Christiane vydělávat peníze prostitucí. K drogám ji dostal její mladý přítel Detlef, který byl narkomanem už delší dobu. Spolu se několikrát pokusili o léčbu, avšak to se jim nikdy nepodaří a Detlefa nakonec uvěznili. V tu dobu jejich vztah skončil. To, co následovalo po této události, popisuje její druhá autobiografie (Můj druhý život).

## Děj
Všechny kapitoly se věnují Christianinu životu po pětatřiceti letech, tedy po napsání své první knihy. Popisuje své životní vzestupy a pády: jak neustále propadala drogám a následně nastupovala na léčbu, její pobyt ve vězení, setkání s legendami amerického rocku a její šťastná léta v Řecku. Promluvila o svých nesčetných potratech, které absolvovala. I přes to, že zažila mnoho životních tragédií, za tu nejhorší označila událost, kdy jí byl sociální pracovnicí odebrán její syn Phillipa. To ji doslova probralo a dodalo odvahu k tomu přestat brát drogy. Podařilo se jí být na několik let čistá a o syna se směla postarat. Za několik let se k drogám opět vrátila. Phillip už byl dospělý, a tak se o sebe musel postarat sám. Autentičnost knize dodalo to, že se Christiane rozhodla zveřejnit své osobní fotografie, prohlášení a velice diskutabilní názory. Samozřejmě několik stránek v knize pojednává o tom, jak drogy člověka změní a zničí jak fyzicky, tak i psychicky.